# Fabio Chinello
Fabio Chinello (Padova, 2 febbraio 1989) è un ex ciclista su strada italiano, professionista dal 2014 al 2016.

## Carriera
Velocista, ha corso sempre in formazioni con licenza Continental pertanto è rimasto fuori dal circuito delle grandi corse del panorama internazionale.
Nel 2014 ha preso parte a diverse prove del calendario ciclistico italiano, sia a tappe che in linea, e alla Vuelta a Colombia, dove ha sfiorato in alcune occasioni il successo di tappa; in questa annata ha colto i più significativi risultati della sua carriera, è stato infatti secondo al Grand Prix Izola, terzo al Memorial Marco Pantani e quinto alla Coppa Bernocchi e al Circuito de Getxo.
Nella stagione successiva, oltre alle competizioni del calendario italiano, ha preso parte a diverse corse a tappe dell'Europa dell'est ma ha ottenuto i migliori piazzamenti al Tour du Maroc (tra cui un secondo posto di tappa). Anche la stagione 2016 è proseguita sulla falsariga della precedente, ma conta la partecipazione al Giro del Trentino, gara di classe 1.HC.
Nell'ottobre 2016, dopo la Parigi-Bourges, ha annunciato il proprio ritiro dall'attività.

## Palmarès
- 2007 (Juniores)

Prologo Trittico del Veneto (Spresiano, cronometro)
- 2012 (VG Breganze)

Coppa Fratelli Paravano
- 2013 (Team Marchiol)

Astico-Brenta
Gran Premio De Nardi
Memorial Polese